# Boat Harbour
Boat Harbour är en ort i Australien. Den ligger i kommunen Waratah/Wynyard och delstaten Tasmanien, i den sydöstra delen av landet, omkring 260 kilometer nordväst om delstatshuvudstaden Hobart. Antalet invånare är 135.
Runt Boat Harbour är det ganska tätbefolkat, med 60 invånare per kvadratkilometer.. Närmaste större samhälle är Wynyard, nära Boat Harbour. 
Genomsnittlig årsnederbörd är 1 572 millimeter. Den regnigaste månaden är augusti, med i genomsnitt 242 mm nederbörd, och den torraste är februari, med 46 mm nederbörd.